# Выборы в Совет Безопасности ООН (1946)
Первые в истории выборы в Совет Безопасности ООН были проведены 12 января 1946 года на первой Генеральной Ассамблее ООН в Центральном зале Вестминстерского дворца.
Новыми непостоянными членами Совета на два года были избраны Австралия, Бразилия, Египет, Мексика, Нидерланды и Польша.

## Кандидаты
В общей сложности на 6 мест баллотировалось 18 кандидатов.